# Przemysław Dymarski
Przemysław Grzegorz Dymarski (ur. 24 kwietnia 1951 we Wrocławiu) – polski inżynier, doktor habilitowany nauk technicznych, specjalizujący się w cyfrowym przetwarzaniu sygnałów w telekomunikacji. Profesor nadzwyczajny Wydziału Elektroniki i Technik Informacyjnych Politechniki Warszawskiej.

## Życiorys
Absolwent XII Liceum Ogólnokształcącego im. Bolesława Chrobrego we Wrocławiu. W 1974 ukończył automatykę na Wydziale Elektroniki Politechniki Wrocławskiej i zatrudnił się wówczas na tymże wydziale, a od 1976 na Wydziale Elektroniki Politechniki Warszawskiej, na stanowisku asystenta. Doktoryzował się w 1983 na Wydziale Elektroniki Politechniki Wrocławskiej na podstawie pracy przygotowanej pod kierunkiem Mieczysława Grobelnego, natomiast habilitację z telekomunikacji uzyskał na przełomie 2003 i 2004 na Wydziale Elektroniki i Technik Informacyjnych Politechniki Warszawskiej, pisząc rozprawę pt. Predykcyjne i wektorowe metody kompresji sygnału mowy.
Na Wydziale Elektroniki i Technik Informacyjnych w Zakładzie Systemów Teletransmisyjnych Instytutu Telekomunikacji pracuje od 1976, w tym od 1984 jako adiunkt, a od 2010 jako profesor nadzwyczajny. W 1986 odbył staż naukowy na École Nationale Supérieure des Télécommunications w Paryżu (dziś Télécom ParisTech). Został członkiem Komitetu Technicznego ds. Multimediów Polskiego Komitetu Normalizacyjnego.

## Działalność naukowa
W pierwszych latach swojej aktywności brał udział w badaniach dotyczących projektowania i analizy nieliniowych dynamicznych układów elektronicznych. Następnie uczestniczył w pracach nad technikami kompresji sygnałów mowy przy pomocy technik wokoderowych. Od czasu odbycia stażu na École Nationale Supérieure des Télécommunications utrzymał wieloletnią współpracę z profesorem Nicolasem Moreau na tejże uczelni. Kontynuował badania związane z kodowaniem mowy, wykorzystując metodę CELP, a następnie kwantyzację wektorową. Ponadto, w ramach tej samej współpracy, zajmował się kompresją mowy poprzez modelowanie i znakowanie sygnałów. Skupiał się też na zagadnieniach rozpoznawania i syntezy mowy, jak również badaniu jakości sygnałów stosowanych w telekomunikacji.
Przemysław Dymarski stworzył i współtworzył ponad 100 publikacji, w tym kilka książkowych. Publikował prace w czasopismach, takich jak „IEEE Transactions on audio, speech, and language processing” czy „Journal of Telecommunications and Information Technology”. Wykładał szereg przedmiotów na Wydziale Elektroniki i Technik Informacyjnych Politechniki Warszawskiej.
W 2014 został odznaczony Złotym Medalem za Długoletnią Służbę.